# هوغو سيكو
هوغو سيكو (17 يونيو 1988 في البرتغال - ) هو لاعب كرة قدم برتغالي في مركز جناح ‏. لعب مع نادي أكاديميكا كويمبرا ونادي فاتيما وAcadémico de Viseu F.C. ‏ وAnadia F.C. ‏ وSt. Lawrence Spurs F.C. ‏ وS.L. Nelas ‏ وSport Benfica e Castelo Branco ‏.

## وصلات خارجية
- هوغو سيكو على موقع قاعدة بيانات كرة القدم.إي يو (الإنجليزية)
- هوغو سيكو على موقع Soccerway.com (الإنجليزية)
- هوغو سيكو على موقع AS.com (الإسبانية)